# حلبة ريد بل

مسار الحلبة.

حلبة ريد بل (بالإنجليزية: Red Bull Ring) هي حلبة سباق لرياضة المحركات الآلية تقع في ولاية شتايرمارك في النمسا. استضافت جائزة النمسا الكبرى للفورمولا 1 من موسم سنة 1970 إلى موسم سنة 1987. استضافت أيضا سباق الجائزة الكبرى للدراجات النارية. تتسع ل40 ألف متفرج. يبلغ طورلها 4.326 كلم.